# 펑추이판
펑추이판(풍쉬범,중국어 간체자: 冯淬帆, 정체자: 馮淬帆 Stanley Fung Shui-fan, 1945년 6월 1일 ~ )은 홍콩의 영화 배우이다.

## 영화 출연작
- 팔백장사 1975년
- 오복성 1983년
- 신용 쌍향포 1984년
- 복성고조 1985년
- 하일복성 1985년
- 정장추녀자 1987년
- 비룡맹장 1988년
- 양리칭의 예스마담-자웅대도 1988년
- 땡큐마담 1988년
- 오복성3 1996년
- 청춘 1969년